# Jani Atanasov
Jani Atanasov (mazedonisch Јани Атанасов; * 31. Oktober 1999 in Strumica) ist ein mazedonischer Fußballspieler.

## Karriere

### Verein
Atanasov begann seine Karriere in der Akademija Pandev. Mit dem Verein stieg er 2017 in die Prva Makedonska Liga auf. Sein Debüt in dieser gab er im August 2017, als er am ersten Spieltag der Saison 2017/18 gegen den KF Shkupi in der Startelf stand. Seinen ersten Treffer in Mazedoniens höchster Spielklasse erzielte er am zweiten Spieltag beim 2:0-Sieg gegen den FK Skopje. Zu Saisonende hatte er 29 Einsätze in der Liga, in denen er vier Treffer erzielen konnte, zu Buche stehen.
Zur Saison 2018/19 wechselte er in die Türkei zu Bursaspor. In seiner ersten Saison kam er zu drei Einsätzen in der Süper Lig, mit Bursaspor stieg er zu Saisonende jedoch in die TFF 1. Lig ab.

### Nationalmannschaft
Atanasov spielte 2015 erstmals für Mazedoniens U-17-Auswahl. 2016 wurde er zum ersten Mal in der U-19-Mannschaft eingesetzt.
Im Juni 2017 stand er gegen die Türkei erstmals im Kader der A-Nationalmannschaft. Im September 2018 kam er gegen Serbien erstmals für die U-21-Auswahl zum Einsatz.

## Erfolge
Hajduk Split
- Kroatischer Pokalsieger: 2022